# Chlorophorus melancholicus
Chlorophorus melancholicus är en skalbaggsart som först beskrevs av Louis Alexandre Auguste Chevrolat 1863.  Chlorophorus melancholicus ingår i släktet Chlorophorus och familjen långhorningar.
Artens utbredningsområde är Sri Lanka. Inga underarter finns listade i Catalogue of Life.